# Pacto Mundial sobre Migración
El Pacto Mundial para la Migración Segura, Ordenada y Regular o Pacto Mundial sobre Migración es un acuerdo intergubernamental promovido por la Organización de las Naciones Unidas que busca «mejorar la gobernabilidad de la migración y afrontar los desafíos asociados con la migración actual, así como para reforzar la contribución de los migrantes y la migración al desarrollo sostenible». Fue firmado por 164 países, en una conferencia de las Naciones Unidas celebrada en Marrakech (Marruecos), los días 10 y 11 de diciembre de 2018.
El pacto mundial no es un tratado internacional, y no es formalmente vinculante para sus países firmantes en virtud del derecho internacional. Algunos, empero, lo consideran políticamente vinculante.  La Secretaría General de las Naciones Unidas calificó de "inaceptable" la defensa que España y Marruecos hicieron de la valla de Melilla en 2022 y enfatizó que las Naciones Unidas presionarían para que se cumpliese «lo que muchos de ellos acordaron en el Pacto Mundial sobre Migración.»
Brasil anunció su retirada del pacto.  El parlamento italiano rechazó el pacto y la posibilidad de contribuir financieramente.

## Migrante
La Organización Internacional para las Migraciones (OIM) define a un migrante como cualquier persona que se desplaza, o se ha desplazado, a través de una frontera internacional o dentro de un país, fuera de su lugar habitual de residencia independientemente de las siguientes condiciones:
1) su situación jurídica
2) el carácter voluntario o involuntario del desplazamiento
3) las causas del desplazamiento
4) la duración de su estancia.
Desde el derecho internacional de los derechos humanos existe consenso acerca que los migrantes son sujetos de especial protección para los Estados, en virtud de las condiciones de indefensión en que usualmente se encuentran, derivadas, entre otros factores, de su desconocimiento de las prácticas jurídicas locales y del idioma en que se realizan esas prácticas, así como la ausencia de lazos familiares y comunitarios en el país al que arriban.  Sobre este particular, a nivel internacional se ha reconocido que los migrantes indocumentados o en situación irregular son un grupo en situación de vulnerabilidad, debido a que no viven en sus estados de origen y deben afrontar barreras de idioma, costumbres y culturas, así como las dificultades económicas, sociales y los obstáculos para regresar a su país de origen.
Para ayudar a la protección de los migrantes, la Asamblea General de las Naciones Unidas aprobó la Agenda 2030 para el Desarrollo Sostenible (Agenda 2030) en septiembre de 2015.
La Agenda 2030 para el Desarrollo Sostenible proporciona un marco general para abordar la relación compleja entre la migración y el desarrollo y para comprender mejor cómo la migración y los migrantes pueden dar forma a logros de desarrollo y viceversa, esta  reconoce en la migración un aspecto fundamental del desarrollo.
La Agenda es relevante para todo tipo de poblaciones que se encuentren en constante movimiento, sea su movimiento interior o transfronterizo, sean o no desplazadas, cuando afirma que “deseamos ver cumplidos los Objetivos y las metas para todas las naciones y los pueblos y para todos los sectores de la sociedad”. Asimismo, reconoce que todos los migrantes, mujeres, hombres y niños, forman un grupo vulnerable que requiere protección, y los reconoce también como agentes de desarrollo, y establece que se refiere a todo tipo de migración, incluido el desplazamiento.

## Antecedentes
Los primeros intentos de diálogo entre las Naciones, se remontan a la Conferencia Internacional sobre Población y Desarrollo de 1984, seguida por la Convención Internacional para la Protección de los Derechos de los Trabajadores Migrantes y sus Familiares de 1990 y el primer Diálogo de Alto Nivel sobre Migración y Desarrollo, celebrado en 2006. No obstante de estas iniciativas, no se logró una discusión sobre migración internacional desde una perspectiva integral. 

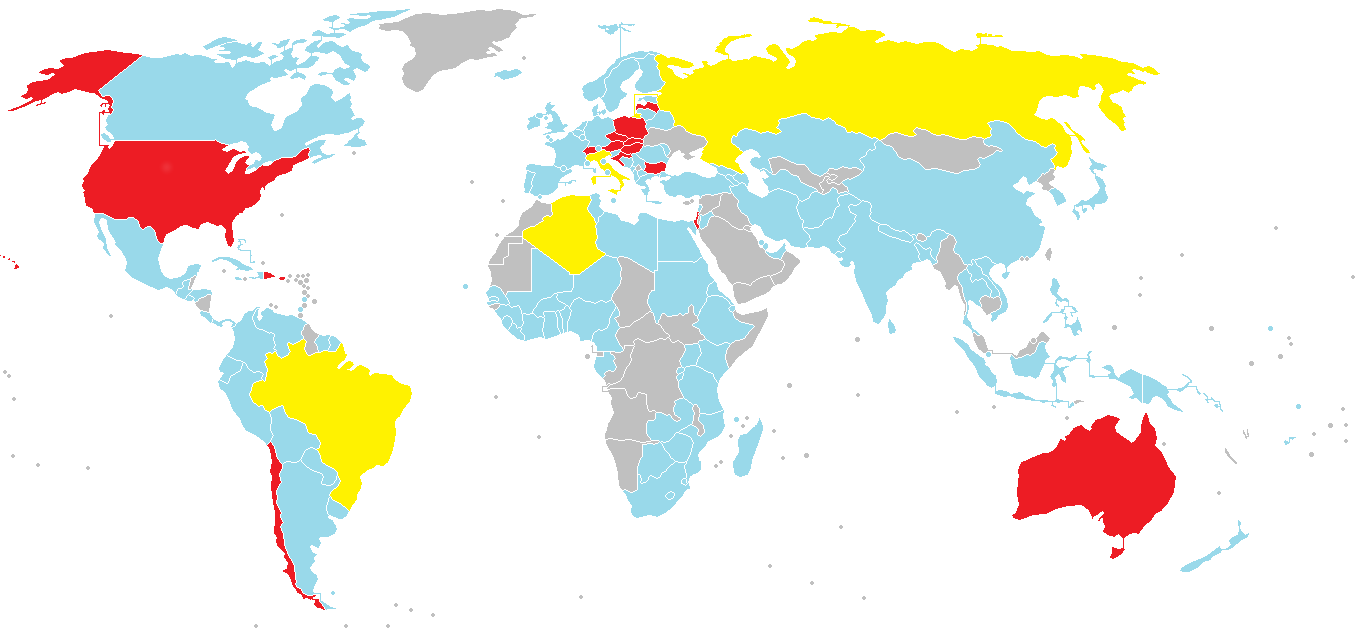
Posición de los países al 6 de diciembre de 2018:
Adoptará el pacto
No adoptará el pacto
Evalúa no adoptar el pacto
Datos incompletos

A su vez, con el transcurrir de los años se presentaron resoluciones concomitantes en la Asamblea General y el Consejo de Derechos Humanos; de valor limitado ante las resistencias incansables a dialogar sobre el tema a nivel multilateral. Los estados tendían a aproximarse a la migración ya sea desde una perspectiva de derechos humanos, desarrollo económico o gestión. Consecuentemente, no existía un marco acordado para la gobernanza integral de la migración. 
Por otro lado el Informe sobre las Migraciones en el Mundo 2008 de la Organización Internacional para las Migraciones, estableció que las diferencias entre los países desarrollados y aquellos subdesarrollados, ha traído consigo como consecuencia la migración. En los países subdesarrollados, las personas  vieron  la necesidad de migrar a países desarrollados en busca de mejores oportunidades, esto es algo que no se puede controlar. A su vez, se dio a conocer una predicción que prevé que para el año 2050, habrá alrededor de 405 millones de migrantes internacionales.
Un hito importante fue el reconocimiento del fenómeno migratorio en la Agenda 2030 para el Desarrollo Sostenible en 2015.
Como todo lo que rodea el marco de las Naciones Unidas, fue necesario que ocurran tragedias humanas en distintos puntos del planeta, para que los Estados se sienten a coordinar y negociar un plan de acción internacional.[cita requerida]
La primera de ellas ocurrió en el Mediterraneo, cuando miles de sirios huyeron de la guerra, en su intento de llegar a la fortaleza europea.
El incremento de los flujos migratorios por el corredor entre África del norte y Europa se incrementó desde que la Unión Europea quitó el apoyo a la Libia de Gadafi, país que funcionaba como Estado-tapón. Desde allí, el mundo comenzó a observar el incremento de barcos que transportaban a migrantes en tránsito. Se estima que entre 2013 y mediados de 2018 han muerto en ese lugar alrededor de 18.500 personas.
A su vez, en el Mar de Andamán, migrantes de Birmania y Bangladés, casi todos pertenecientes al grupo étnico de los Rohingya, intentaban llegar a Indonesia. Las imágenes mostraban a migrantes a la deriva, abandonados por la tripulación, peleándose por comida, dada la escasez de alimentos. Esto último provocó peleas a bordo, que terminaron con personas muertas o lanzadas al mar. Tailandia y Malasia se negaban a permitir el desembarco en sus costas. Los Rohingya son considerados apátridas por la Organización de Naciones Unidas (ONU). Desde 2012 se calcula que unas 900.000 personas de esta comunidad han tenido que migrar forzosamente.
América no está alejada de estas historias. Las frecuentes noticias de violencia y muerte que llegan desde México, principal país de tránsito del mayor corredor migratorio del mundo, sobre todo provenientes del Triángulo Norte de Centroamérica (Honduras, El Salvador y Guatemala) y del sur de México. En Sudamérica, en el último tiempo los distintos países de la región pudieron vislumbrar el incremento de los flujos migratorios desde Venezuela, lo que ha provocado que muchos de ellos se conviertan en destino y tránsito migratorio. Según la OIM (2018), el número de migrantes venezolanos es de 3 millones de personas.
A través de la declaración de Nueva York sobre refugiados y emigrantes celebrada en septiembre de 2016, la Asamblea General de la ONU se pronunció con la intención de desarrollar un pacto que permita regular los movimientos migratorios con base en la cooperación de los países aliados.

### Proceso de celebración
Para lograr formular efectivamente este Pacto, a través de un proceso diplomático, se establecieron modalidades que estructuraran la negociación. Se propusieron 3 fases para la resolución de modalidades: consulta, balance y negociación.
La primera fase, conocida como la consulta se llevó a cabo en abril–noviembre de 2017 en Ginebra, Nueva York y Viena. En esta fase se reunió a los Estados miembros y otras partes interesadas para que aportaran sus perspectivas y compartieran datos, evidencias y realidades. De esta manera, se obtuvo un mejor entendimiento sobre la situación y el objetivo que se pretendía alcanzar.  Dentro de esta fase, se buscaba “establecer una serie de principios, compromisos y entendimientos entre los Estados Miembros sobre la Migración Internacional y todas sus dimensiones.” Se llevaron a cabo seis sesiones temáticas en las cuales se resumieron las discusiones principales, reuniendo datos y evidencias. De manera general, estas sesiones mencionan los derechos humanos de todos los migrantes, la migración irregular, la cooperación internacional, las contribuciones de los migrantes, los factores que incitan la migración y el tráfico de migrantes.
La segunda fase, el balance, sucedió en diciembre de 2017–enero de 2018. Se buscó incorporar perspectivas de seguridad humana; las delegaciones participaron en “grupos de acción” para realizar análisis enfocados en los aspectos humano, comunitario, local/subnacional, nacional, regional y global. Los representantes estatales debían identificar los impactos que estos representaban en sus posiciones nacionales.
Finalmente, la fase  de negociación, se realizó en febrero–julio de 2018 en la Sede de la Organización de las Naciones Unidas en Nueva York . Esta se caracterizó por tomar en cuenta los comentarios escritos y orales presentados por las delegaciones y otras partes interesadas. Se buscaba que este Pacto, fuera un documento que no fuera “jurídicamente vinculante ni pesado, pero sí accionable.” Ya existían obligaciones legales internacionales relacionadas al  fenómeno de migración, por lo que los gobiernos estaban dispuestos a aplicar las obligaciones existentes para proteger a los migrantes e implementar los compromisos a los que se comprometieron para aplicar de manera adecuada el Pacto Mundial sobre Migración. La negociación se basó en concretar la adopción del PMM y aceptar las obligaciones que conllevaba el pertenecer a este, pues procura promover los “derechos humanos, en cooperación con sindicatos y organizaciones pro migrantes.” El Pacto involucra tanto al gobierno como a las partes interesadas en la migración internacional. El Pacto Mundial sobre Migración tiene como objetivo proteger a los migrantes y que sean tratados de manera digna y sus derechos humanos sean respetados.

## Contenido
El acuerdo contiene 23 objetivos y compromisos, entre los que se incluyen la recolección y uso de datos anonimizados para desarrollar políticas migratorias basadas en la evidencia, asegurar que todos los migrantes tengan una constancia de identidad, potenciar la disponibilidad y flexibilidad para la migración regular, promover la cooperación para rastrear los migrantes perdidos y salvar vidas, asegurar el acceso a los servicios básicos de los migrantes, y realizar normas para la inclusión completa de los migrantes y la cohesión social.
El pacto llama a los gobiernos a «educar» a los periodistas, e incluye directivas sobre la «terminología» que los profesionales de los medios deben usar, y que se «debe organizar "festivales culinarios" para celebrar el multiculturalismo».
El pacto no hace distinción entre los derechos otorgados a los migrantes regulares e irregulares, ni entre migrantes económicos y refugiados.

### Objetivos
El Pacto Mundial sobre Migración comprende 23 objetivos para gestionar mejor la migración a nivel local, nacional, regional y mundial. El Pacto Mundial sobre Migración se resume en los siguientes puntos:
- Tiene por objetivo mitigar los factores adversos y estructurales que impiden a las personas construir y mantener medios de vida sostenibles en sus países de origen;
- Pretende reducir los riesgos y las vulnerabilidades a las que se enfrentan los migrantes en las diferentes etapas de la migración, respetando, protegiendo y cumpliendo sus derechos humanos y brindándoles atención y asistencia
- Busca abordar las preocupaciones legítimas de los estados y comunidades, al tiempo que reconoce que las sociedades están experimentando cambios demográficos, económicos, sociales y ambientales en diferentes escalas que pueden tener implicaciones para, y como resultado de, la migración
- Es un esfuerzo por crear condiciones propicias que permitan a todos los migrantes enriquecer nuestras sociedades a través de sus capacidades humanas, económicas y sociales, y así facilitar sus contribuciones al desarrollo sostenible a nivel local, nacional, regional y global.

## El pacto migratorio dentro del marco del soft law
La expresión soft law busca describir la existencia de fenómenos jurídicos caracterizados por no generar fuerza vinculante, sin que con esto estén libres de incurrir en efectos jurídicos o generen preocupación y relevancia a nivel del Derecho Internacional.
Así las cosas, el pacto migratorio de las Naciones Unidas está considerado entre el derecho flexible toda vez que no es un pacto de carácter obligatorio para los Estados estando inmerso entre los denominados “gentlemen´s agreements” teniendo como base el principio de la buena fe para su cumplimiento sin que existan mecanismos jurídicos  a nivel internacional para su exigencia, no goza de un nivel supra en los sistemas jurídicos determinados en los Estados, regula un fenómeno social como lo es la migración contemplando en sus objetivos los controles para posibles delitos como la trata de personas sin trascender a la normativa que se aplicará en el caso de que los mismos se presente, dejando esto a los sistemas normativos vigentes en los Estados.
Por lo tanto, el Pacto es un marco para cooperar y lograr los objetivos que los propios países acordaron dos años antes en la Declaración de Nueva York para los Refugiados y Emigrantes.
El anterior presidente de la Asamblea General Miroslav Lajčák destacó que el pacto no incentiva la migración y no trata de impedirla. El documento “no dicta, no impone y respeta totalmente la soberanía de los Estados”, puede proporcionar una nueva plataforma de cooperación” y es un recurso para “encontrar el equilibrio entre los derechos de las personas y la soberanía de los Estados”.

## Posiciones de los países
Los Estados Unidos no participaron en la negociación del acuerdo, por orden del presidente Donald Trump. Además, Austria, Australia, Bulgaria, Chile, Croacia, República Checa, República Dominicana, Estonia, Hungría, Italia, Israel, Letonia, Lituania, Polonia, Eslovaquia y Suiza no asistieron a la conferencia internacional ni suscribieron el pacto.
La administración del electo presidente Jair Bolsonaro, del Brasil, ha anunciado que se retirará del pacto en enero de 2019, dicha decisión se notificó a la Secretaría General de las Naciones Unidas el 8 de enero del respectivo año.
La firma del pacto llevó al colapso del Gobierno belga y la renuncia del primer ministro Charles Michel días más tarde.